# 阿國
阿國或出雲阿國（元龜3年？〔1572年〕- 卒年不详），著名女性歌舞伎表演者，同时是公认的歌舞伎的創始者。生活于安土桃山時代，文獻中以於国、国、国子、おくに、くに等名字稱呼她。

## 出生
傳說中，阿國生於出雲國松江，是鐵匠中村三右衛門的女兒，出雲大社的巫女。文祿年間為了籌募维修出雲大社的经费，阿國率衆巫女在日本作巡回演出，并因此而盛名。
- 《多聞院日記》中记载：1582年（天正10年）5月，有「加賀国八歲十一歲的小孩」在春日大社中跳舞。其中「加賀国八歲十一歲」可以理解成8歲的「加賀」、11歲的「国」兩人。如此推算，阿國在1572年出生。但此处也可以解释成加賀国出身的八岁、十一岁的小孩。

- 更确实的资料记载于《時慶卿記》上。1600年（慶長5年），京都近衛殿及御所有来自雲州（出雲）國與菊兩個年幼的孩子在跳舞，這時候就有出雲阿國这个名字了。

- 《時慶卿記》所記載以下內容，可能指的是阿國。

- 《御湯殿の上日記》1581年（天正9年）9月：御所內有年幼的舞者演出。
- 《言繼卿記》1588年2月：出雲大社的巫女在京都跳舞。

- 此外，傳說中安土、桃山時代的美男子名古屋山三郎曾與阿國交往，名古屋的生沒年（1572年~1603年）也可視為判斷阿國年齡的側面證據。

## 歌舞伎舞蹈
西元1603年（慶長八年），日本出雲國出雲大社女祭司阿國所創，為了募集神社的修繕費，她來到京都，並改革了念佛踊（念佛誦經時的動作舞蹈），並導入故事情節，在京都、大阪等地引起熱烈迴響，歌舞伎是日本典型表演藝術，演員大多都是男性，舞台機關複雜，在2005年被聯合國教科文組組織列為非物質文化遺產。

## 后事
阿国本人於1607年（慶長12年）在江戶城演出布施歌舞伎之後就失去了消息。但慶長17年（1612年）4月有人看见阿国在御所演出。
阿國的卒年有慶長18年（1613年）、正保元年（1644年）、万治元年（1658年）幾种說法。有人認為这些年份是阿國繼承者的卒年，並非阿國本身的卒年。傳說出雲阿國晚年出家為尼。現時出雲大社附近及京都大徳寺高桐院亦有阿國的墓塚。
旧暦4月15日（現为公历4月15日）是「阿国忌」日。

## 相關
- 歌舞伎
- 名古屋山三郎
- 阿国 (音樂家)
- 出雲阿國 (電視劇)
- 戰國無雙系列（光榮公司開發，山崎和佳奈配音）
- 無雙OROCHI系列（光榮公司開發，山崎和佳奈配音）
- Fate/Grand Order（上坂堇配音）

## 外部連結
- 歌舞伎の元祖は出雲阿国